# Farol de São Tomé
O farol de São Tomé está localizado na praia do Farol no município brasileiro de Campos dos Goytacazes, no norte do estado do Rio de Janeiro.
A obra foi projetada pelo engenheiro francês Gustave Eiffel, o mesmo que participou da construção da Estátua da Liberdade, em Nova Iorque (1888), e da Torre Eiffel em Paris (1889). Tem 45 metros de altura e 216 degraus. 
O monumento foi construído por uma firma francesa no ano de 1877. Sua inauguração foi em 1882, comemorando o aniversário da Princesa Isabel. Foi feito de um ferro especial resistente à corrosão, razão pela qual ainda se encontra em bom estado de conservação. A lanterna era cercada de vidraça de cristal e equipada com lente de cristal na espessura de 3 centímetros, com lâmpada de 1000 watts, e emitia 8 faixas de luz que giravam em forma de leque e alcançavam 25 milhas (mais ou menos 46 km). Em 1967, houve um incêndio na lanterna e o farol foi substituído por outro de categoria inferior, e seu alcance ficou reduzido a 19 milhas (mais ou menos 35 km).
Na época de sua inauguração, funcionava a querosene, mas atualmente funciona com energia elétrica comercial, mas possui dois geradores e ainda pode funcionar a querosene como originalmente, se preciso. Ele acende de acordo com o horário do pôr do sol e faz a volta completa em 68 segundos. Durante a Segunda Guerra Mundial, essa área serviu para aterrissagem de helicópteros para abastecimento, quando viajavam às costas da região.